# Leeway
Leeway es una banda de crossover thrash neoyorkina, formada en 1984 por el guitarrista AJ Novello y vocalista Eddie Sutton bajo el nombre de The Unruled. 
Tocaron junto a grupos como Crumbsuckers, Prong, Ludichrist, Bad Brains y Sick of It All en el local CBGB, predominantemente orientado al hardcore punk, aunque tuvieron influencias del heavy metal desde el principio. A su fusión de se suman elementos de hip-hop y reggae, siendo reconocidos como un grupo influyente y innovador en el NYHC.
El guitarrista y compositor AJ Novello dijo: Podríamos haber ayudado a abrir una lata de gusanos al llevar a los metaleros suburbanos a los espectáculos. Años después, las cosas en la escena se arruinaron, pero no puedo decir que me arrepienta.
En noviembre de 1987 ingresaron al estudio "Normandy Sound" en Warren, Rhode Island, para registrar su primer álbum: Born to Expire. Sin embargo, el álbum no fue lanzado hasta enero de 1989.
El guitarrista Michael Gibbons dijo sobre trabajar con Profile Records: La etiqueta no hizo promoción. Tampoco tenían una distribución adecuada y accesible del álbum. Sin mencionar que no nos dieron apoyo para la gira y tenían presupuestos de grabación realmente bajos. Era un sello discográfico horrible, a menos que fuera Run-DMC o Rob Base. Fue un sello de rap que experimentó con la firma de tres bandas hardcore (Cro-Mags, Murphy's Law y Leeway) y una banda de metal llamada Wargasm, luego no hicieron nada por ninguno de nosotros. Entonces, ¿cómo se suponía que sus artistas generarían ingresos para la compañía, y mucho menos para ellos mismos?.
Tres discos de larga duración se grabaron –Desperate Measures , Adult Crash, y Open Mouth Kiss– antes de que la banda se separase en 1996. 
Hubo un breve reencuentro en 2006, participando junto a Bad Brains en CBGB, y luego en festivales europeos con Motörhead y Celtic Frost. Nuevamente, la banda se reunió en 2016, participando en el festival de Filadelfia "This is Hardcore", y en su propio tour en enero del 2018.
Su canción "Enforcer" apareció en la lista de reproducción del programa de radio "LCHC" en el juego Grand Theft Auto IV, en 2008.

## Miembros
| Actuales - Eddie Sutton – voces (1983–1996, 2016–presente) - A.J. Novello – guitarras (1983–1996, 2016–presente) - Mark Thousands – guitarras (2016–presente) - Jimmy Xanthos – bajo (1990–1996, 2016–presente) - Pokey Mo – batería (1990–1996, 2016–presente) | Anteriores - Gordon Ancis – guitarras (1985–1986) - Michael Gibbons – guitarras (1986–1992) - Jose Ochoa – bajo (1983–1986) - Eddie Cohen – bajo (1986) - Howie “Zowie” Ackerman – bajo (1985–1990) - Saso Motroni – batería (1983–1985) - Mackie Jayson – batería (1985–1986) - Tony Fontao – batería (1986–1990) |

## Discografía
Álbumes de estudio
- Born to Expire (1988, Profile, Moshroom)
- Desperate Measures (1991, Profile)
- Adult Crash (1994, Bulletproof, Intercord, Futurist)
- Open Mouth Kiss (1995, Bulletproof, Fierce)

Compilaciones
- Born to Expire/Desperate Measures (1996, Another Planet)

Otros lanzamientos
- Demo 1984 (1985) Primer demo, grabado por Don Fury, en diciembre de 1984.
- Enforcer (1985) Segundo demo, grabado por Don Fury, en julio de 1985.
- Unexpected Live (1987) Tape en vivo limitado a 75 copias, grabado en vivo en Ritz, en diciembre de 1986.